# Reptiles de Costa Rica

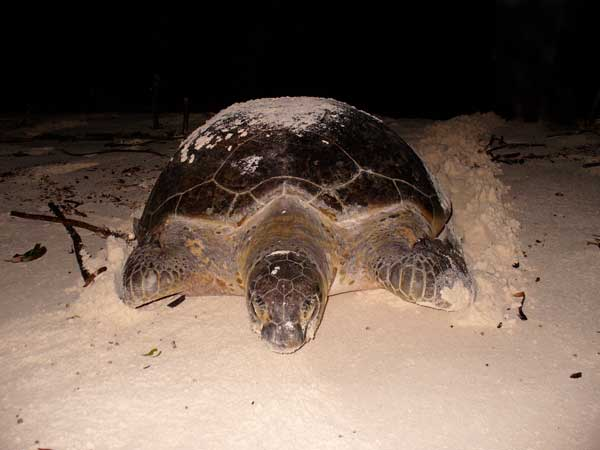
Tortuga verde.

Costa Rica ha desempeñado un papel fundamental en el estudio de la biología tropical, así como en el desarrollo del ecoturismo. La diversidad de la fauna de Costa Rica, incluyendo los grupos de reptiles, contribuye a la estabilidad de los ecosistemas naturales..
En la herpetofauna conocida como reptiles se cuentan 227 especies, de las cuales 7 especies están en peligro y 28 amenazadas o reducidas.

## Grupos de reptiles
Los reptiles son los vertebrados de sangre fría, de piel gruesa cubierta por firmes escamas y típicamente dejan sus huevos en la tierra. Les atrae vivir en sitios rudimentarios como rocas, escombros, troncos, tablas, etc. Estos animales tienen patas cortas o son inexistentes, por lo que se desplazan de un lugar a otro arrastrándose por el suelo. Incluye animales como serpientes, culebras, tortugas, lagartijas, garrobos, iguanas, cocodrilos, caimanes, guajipales y camaleones.

### Lagartos

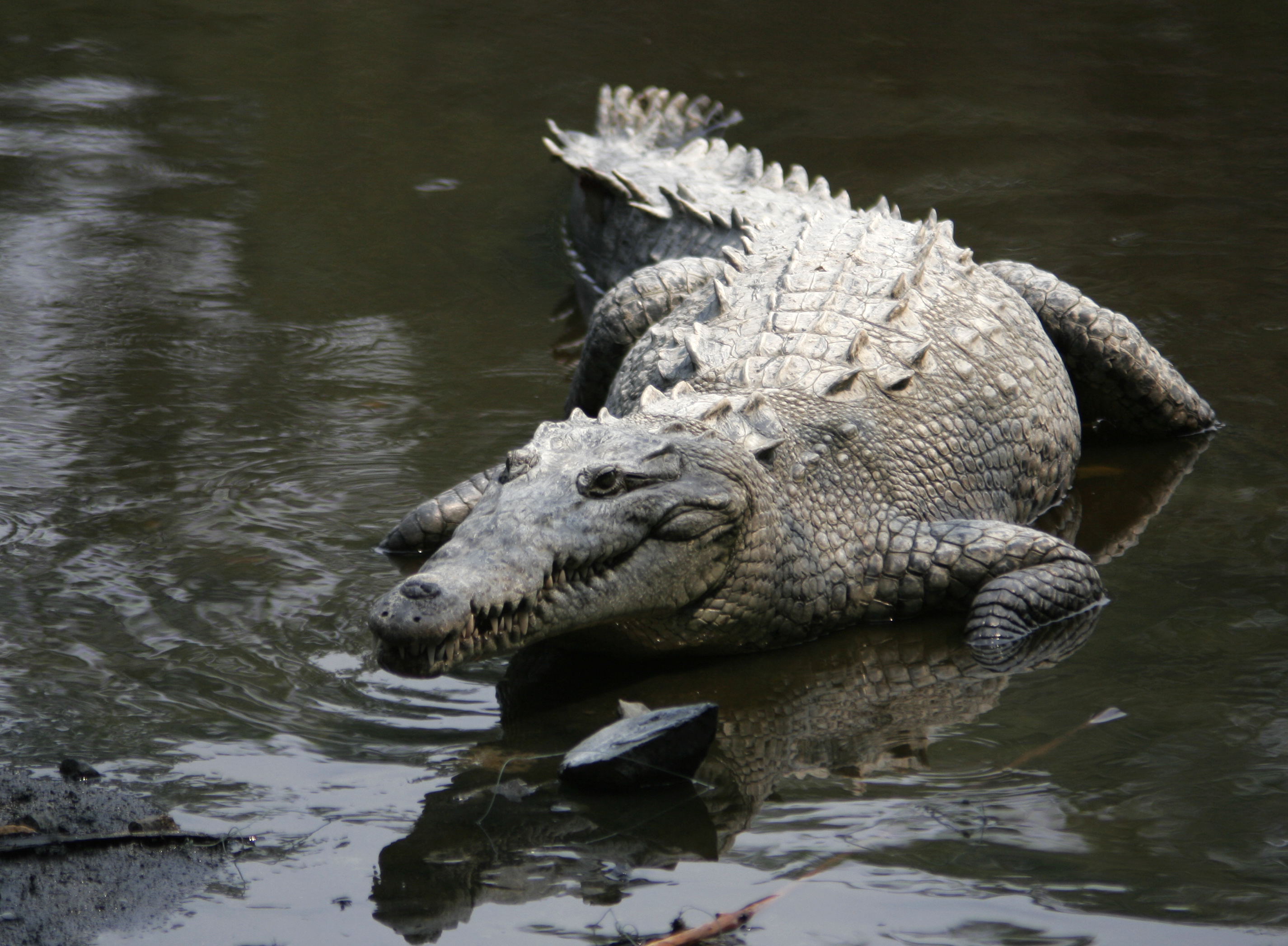
Cocodrilo.

- Cocodrilos: Crocodylus acutus son los de mayor tamaño y habitan cerca de ríos y lagunas. Por su corpulencia, hasta 4 m de largo, son temidos y a la vez motivo de atracción turística. Están en peligro.[2]

- Caimanes o guajipales; Caiman crocodilus comunes en lagunas y orillas de los ríos. Son muy perseguidos por su carne y cuero para la elaboración de artesanías ilegales.

### Lagartijas y gecos

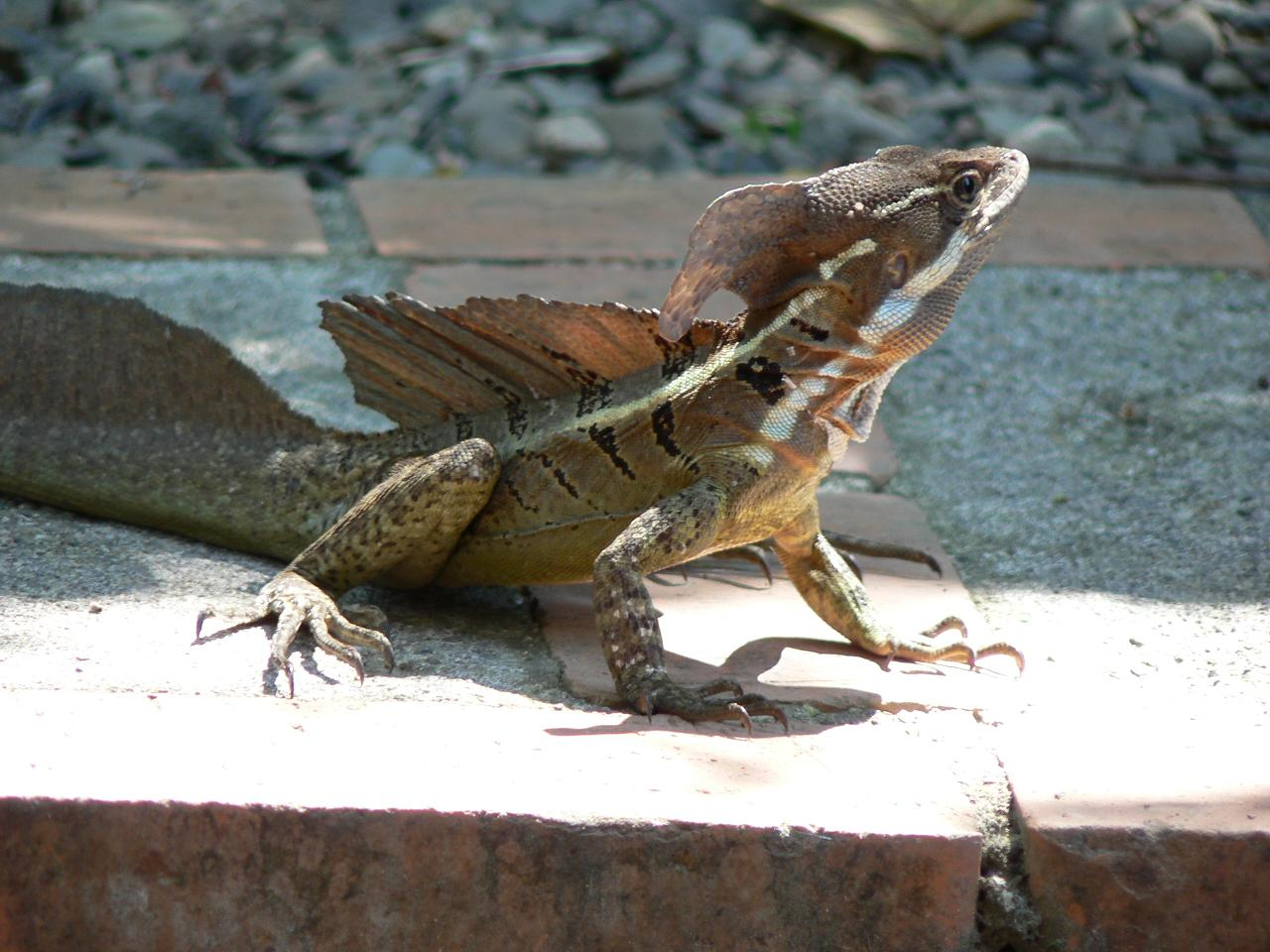
Lagartija Jesús Cristo.

Más de 50 especies encontradas en la categoría de lagartijas y afines, tales como los gecos, anolis y basiliscos. Son muy abundantes e inofensivos, habitando en todos los ecosistemas, incluyendo casas de habitación. Pequeños y frágiles, contribuyen a la biodiversidad de los bosques donde cumplen con nichos de control de especies menores e insectos. Uno de los basiliscos llamado lagartija Jesús Cristo cruza los arroyos y quebradas corriendo sobre el agua. A este grupo pertenece el camaleón común.

### Iguanas y garrobos

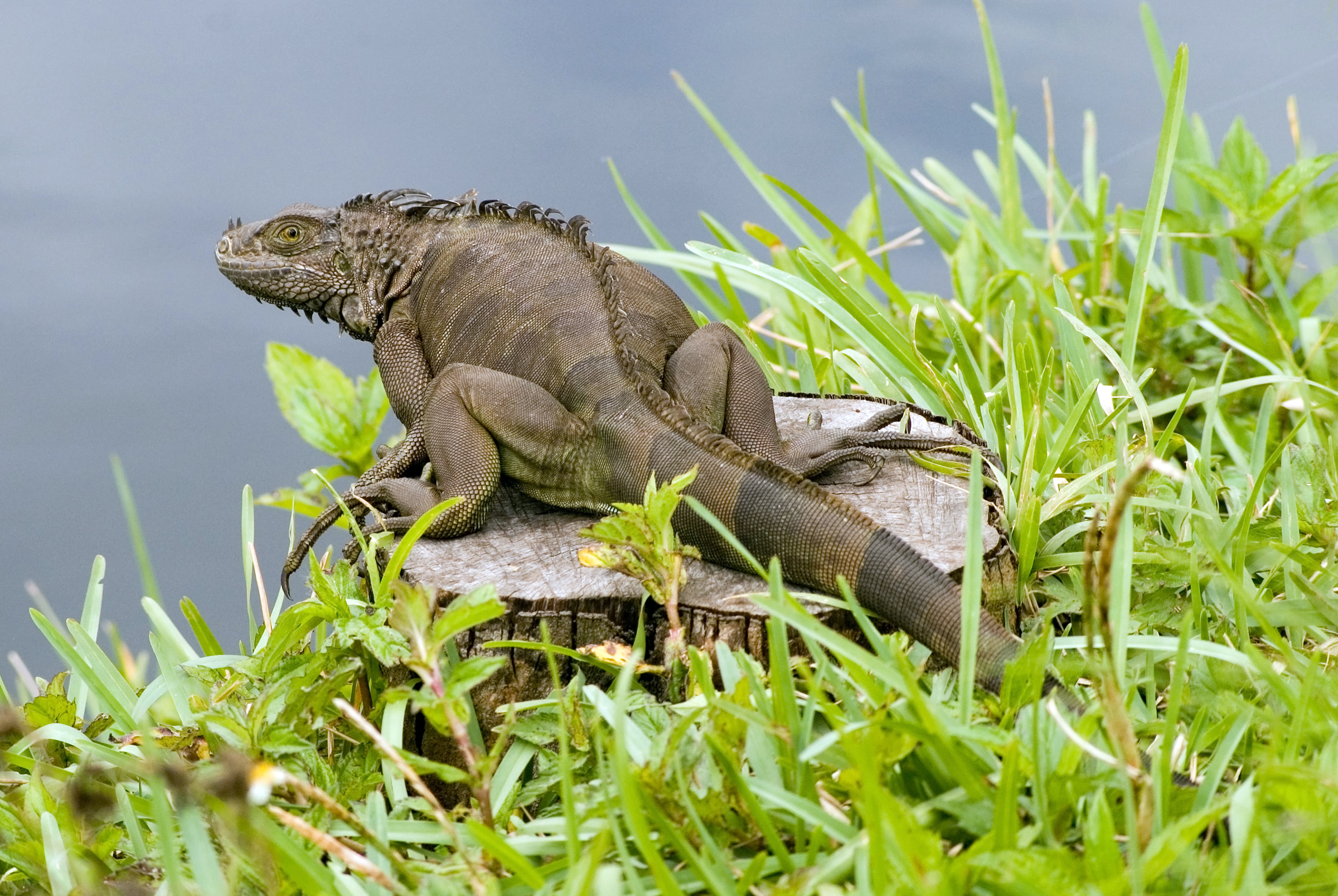
Iguana

Los saurios de mayor tamaño, 3 especies, forman parte del hábitat costero y en los bosques tropicales. Son muy abundantes y de fácil observación, descansando en piedras y ramas de los árboles.

### Serpientes

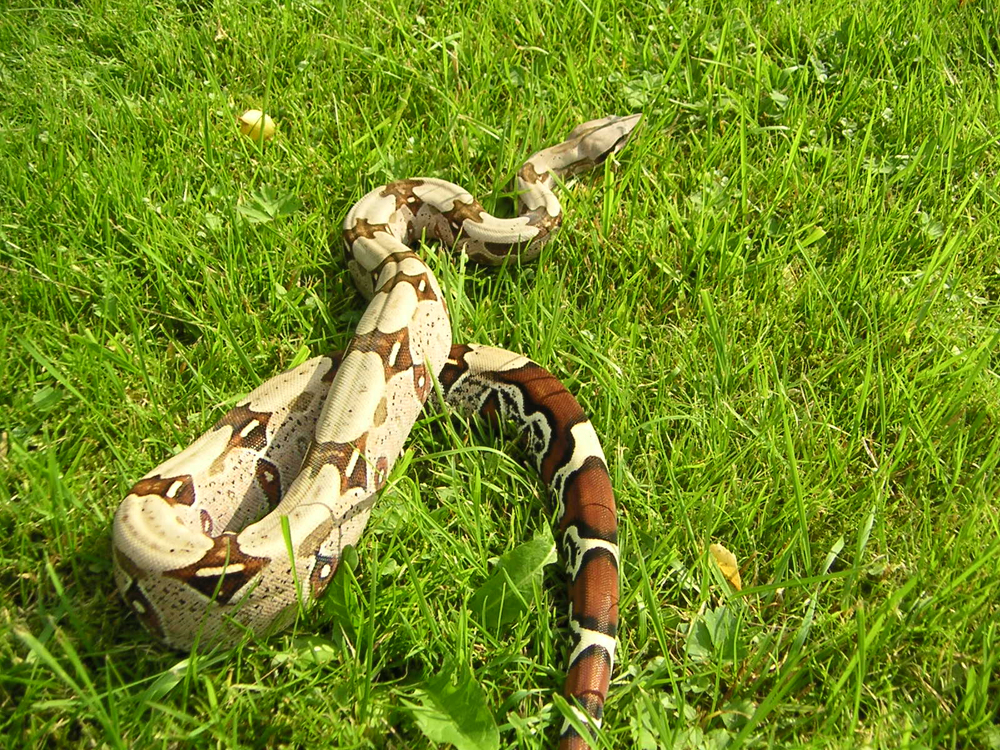
Boa.

- Serpientes no venenosas: cerca de 120 especies de culebras inofensivas, entre las que se incluyen las culebras ciegas, acuáticas, pitón y boas. Se alimentan de pequeños animales y huevos. Entre éstas se encuentran las que imitan a otras serpientes venenosas como las falsas corales. Algunas boas son las preferidas como mascotas por su temperamento dócil.

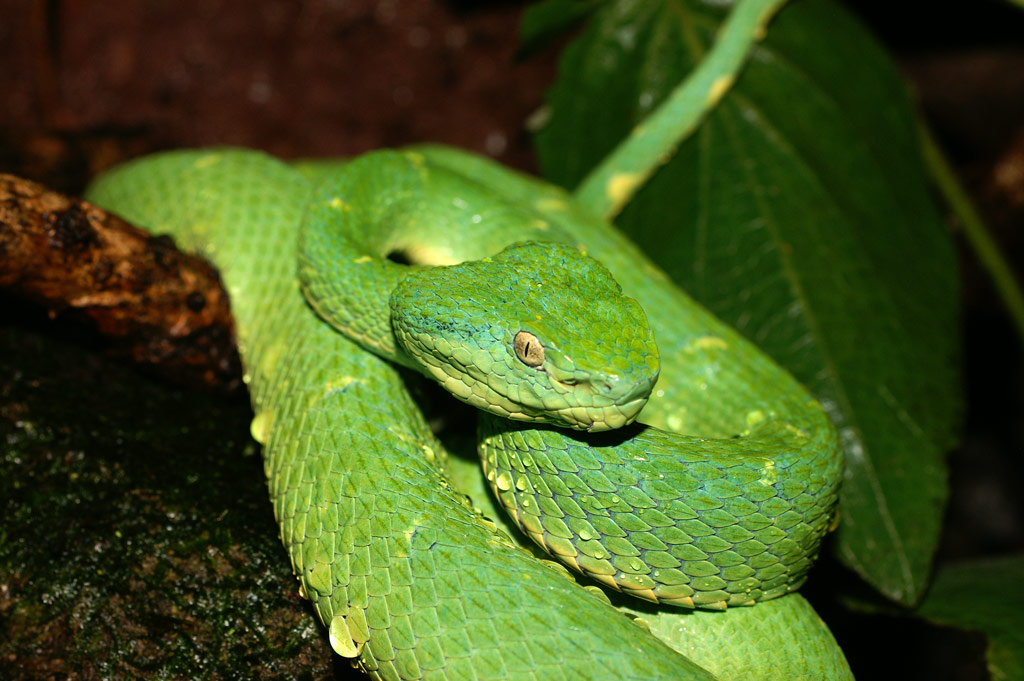
Serpiente lora.

- Víboras: se incluyen algo más de 20 especies de serpientes venenosas, entre las que se destacan las corales, bejuquillas o serpientes arborícolas, loras, bocaracá, oropel, mano de piedra, toboba, tamagá y la temida terciopelo. También se encuentran serpientes de cascabel y serpientes marinas. Los venenos son de dos tipos: neurotóxicos que atacan el sistema nervioso y paralizan las presas, y los venenos que destruyen las proteínas causando cangrenas. Para todos éstas toxinas existen sueros antiofídicos que los neutralizan.[4]

### Tortugas

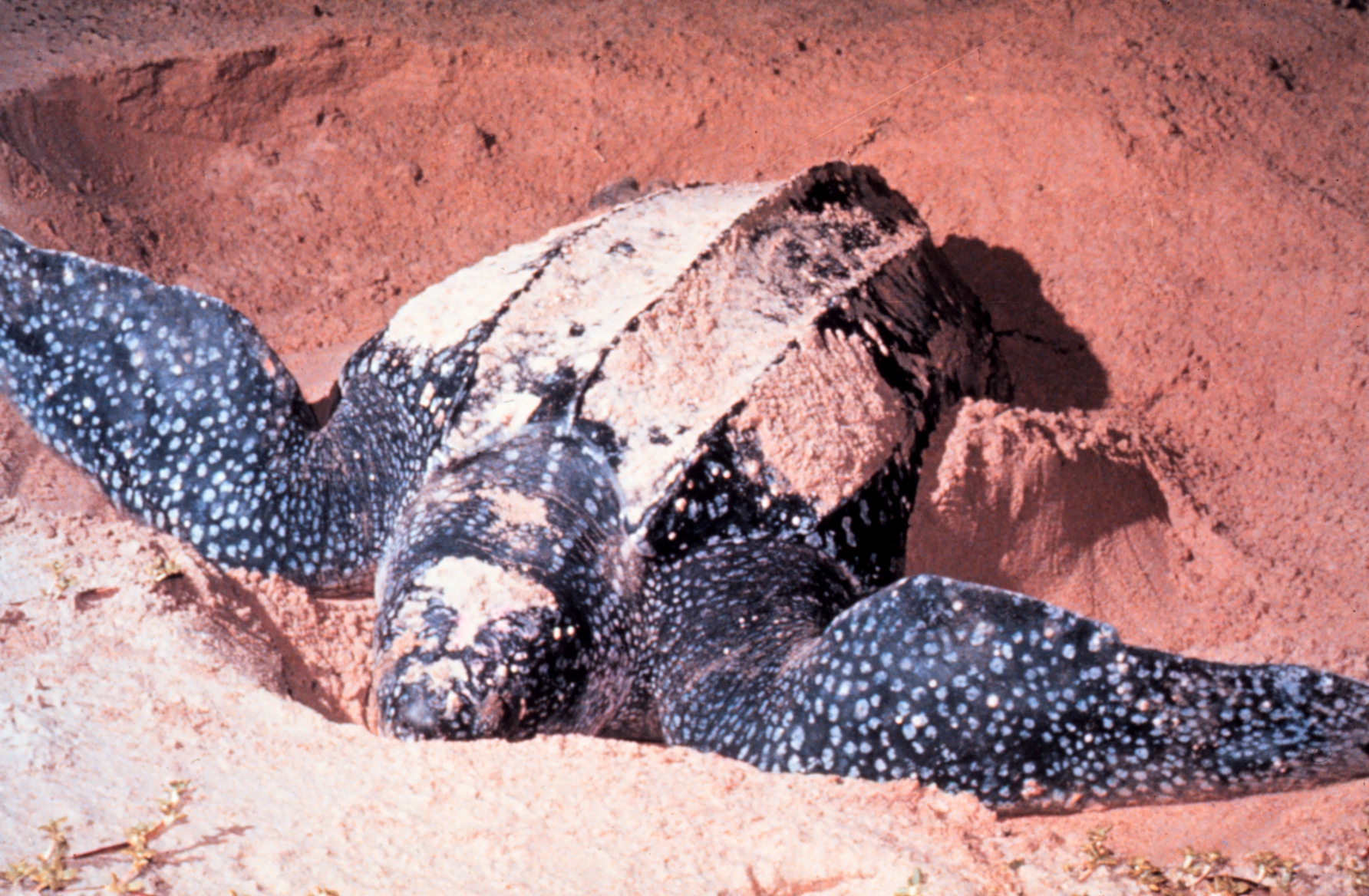
Tortuga baula.

- Terrestres: 10 especies de pequeñas tortugas habitan bosques, lagunas y riachuelos, entre las que destaca la agresiva tortuga lagarto, cuya presencia es un inconveniente en los estanques de cultivos de tilapias.

- Marinas: 5 especies de grandes tortugas marinas visitan las costas de ambos litorales, donde se encuentran playas de desove de gran importancia en el ciclo de vida de estos reptiles. En ambas costas se encuentran parques nacionales y áreas silvestres protegidas destinadas a la preservación de éstas especies en peligro. Destacan la baula, la verde y la de carey. Son el grupo más amenazado y en peligro de extinción.

#### Comportamiento de inmersión en tortugas semiacuáticas de Costa Rica: Estimaciones preliminares del tiempo de sumersión
Un estudio publicado en el año 2010 en la prestigiosa revista científica Cuadernos de Investigación UNED aportó las primeras estimaciones preliminares sobre el tiempo que algunas especies de tortugas semiacuáticas de Costa Rica pueden permanecer sumergidas. La investigación se llevó a cabo en condiciones controladas en un acuario con agua a 25 °C, en Sabanilla, San José, y consistió en registrar los tiempos de inmersión de varios individuos al evitar que emergieran voluntariamente, sin forzar su permanencia bajo el agua. Los resultados mostraron una considerable variabilidad entre especies. Kinosternon scorpioides presentó tiempos de inmersión que oscilaron entre 60 y 3 656 segundos (alrededor de una hora en el caso máximo, registrado en una hembra), mientras que Kinosternon leucostoma se mantuvo sumergido entre 82 y 84 segundos. Por su parte, Rhinoclemmys pulcherrima registró entre 413 y 435 segundos, y Rhinoclemmys funerea alcanzó los 525 segundos. Estos tiempos son comparables con los registrados en tortugas marinas, como Dermochelys coriacea, que según Standora et al. (1984) promedian inmersiones de 480 segundos en su entorno natural. El estudio destaca la necesidad de continuar investigando este parámetro ecológicamente relevante para comprender mejor la biología y comportamiento de las tortugas de agua dulce en la región.